# بنجامین برادشاو
بنجامین جوزف برادشاو (انگلیسی: Benjamin Joseph Bradshaw؛ ‎۱۵ اوت ۱۸۷۹ – ۱۹ آوریل ۱۹۶۰) کشتی‌گیر اهل ایالات متحده آمریکا بود. او به همراه تیم ایالات متحده آمریکا در بازی‌های المپیک تابستانی ۱۹۰۴ شرکت کرد و برندهٔ مدال طلا شد.